# توم هانلون (سياسي)
توم هانلون هو سياسي أمريكي، ولد في 21 أغسطس 1945 في هيمبستيد في الولايات المتحدة. نشط حزبياً في الحزب الديمقراطي. وقد انتخب عضو مجلس نواب أوريغون ‏.